# لورنس گرانت
لورنس گرانت (انگلیسی: Lawrence Grant; ۳۰ اکتبر ۱۸۷۰ – ۱۹ فوریهٔ ۱۹۵۲) یک هنرپیشه اهل انگلستان بود.

## گزیده فیلمشناسی
از فیلم‌ها یا برنامه‌های تلویزیونی که وی در آن نقش داشته‌است می‌توان به آثار زیر اشاره کرد.
نینوتچکا، بولداگ درومند، دکتر جکیل و آقای هاید، سواران، فرشته تاریکی، نقاب فو مانچو، داستان دو شهر، قطار سریع‌السیر شانگهای، ماری آنتوانت، کنت مونت کریستو، خوشبختی، مو قرمزی، ماری ملکه اسکاتلند، جنتلمنی در پاریس و پسر فرانکشتاین